# Guaymas
Guaymas, officiellement appelée Heroica Guaymas de Zaragoza est une ville portuaire de l'État de Sonora, située au nord-ouest du Mexique. Elle est surnommée La Perla del Mar de Cortés et compte environ 134 000 habitants.
Guaymas est aussi le centre administratif du municipio du même nom.

## Géographie
Guaymas se trouve sur une petite baie du Golfe de Californie, non loin de l'embouchure du Río Yaqui, au sud de Hermosillo (la capitale), et de Ciudad Obregón.

## Économie
Guaymas est l'un du plus gros producteur de crevettes du Mexique.
Elle produisait autrefois beaucoup d'huîtres, mais la pollution et la surpêche ont grandement diminué la population d'huîtres.

## Environnement et Biodiversité
L'environnement marin littoral s'est fortement dégradé depuis les années 1950 (zones mortes, eutrophisation et pesticides d'origine agricole et urbaine, pollution par les hydrocarbures, surpêche et impacts physiques du chalutage)
Le bassin sous-marin de Guaymas du Golfe de Californie - (en) Guaymas Basin, en anglais - est cependant très profond et abrite une biodiversité marine encore mal connue.
En 2010, à l'occasion de l'année de la biodiversité, une équipe internationale, à bord du navire océanographique d'Ifremer (l'Atalante), et grâce à son submersible habitable le Nautile s'est donné pour mission d'explorer cette zone.
Ce travail se fait dans le cadre d'une campagne nommée BIG (Biodiversité et Interactions à Guaymas), qui devait se terminer le 9 juillet 2010.
Une des spécificités de cette zone est la présence conjointe sur les bords de la faille transformante dite de la marge de Sonora, de deux écosystèmes et habitats remarquables ; des sources hydrothermales et des zones d'émission de fluides froids connues pour abriter des espèces des milieux extrêmes, dont des biofilms produit par des communautés bactériennes capables de chimiotrophie.
La campagne BIG doit décrire et de comparer les communautés microbiennes et animales de ces deux écosystèmes en milieu marin profond.

## Culture, tourisme
Depuis 1888, Guaymas organise chaque printemps un carnaval près des côtes.

## Personnalités nées à Guaymas
- Gaston de Raousset-Boulbon, mort 12 août 1854, un militaire, écrivain, journaliste, politicien, et surtout aventurier et flibustier ;
- Plutarco Elías Calles, né le 25 septembre 1877, président du Mexique du 1er décembre 1924 au 30 novembre 1928 ;
- Adolfo de la Huerta, né le 26 mai 1881, président du Mexique du 1er juin 1920 au 30 novembre 1920 ;
- Abelardo L. Rodríguez, né le 12 mai 1889, président du Mexique du 4 septembre 1932 au 30 novembre 1934 ;
- Columba Domínguez, actrice, née le 4 mars 1929 ;
- Silvia Pinal, actrice, née le 12 septembre 1931 ;
- Jorge Russek, acteur, né le 4 janvier 1932 ;
- Oscar Morelli, acteur, né le 4 février 1936 ;
- Silvia Pasquel, actrice, née le 13 octobre 1949 ;
- Leticia Calderón, actrice née le 15 juillet 1968.

## Villes jumelées
- États-Unis : Mesa  Arizona
- États-Unis : El Segundo  Californie
- Mexique : Santa Rosalía  Basse-Californie du Sud